# Андрей Манов
Андрей Манов Димитров е български революционер, терорист на Вътрешната македонска революционна организация.

## Биография
Манов е роден в щипското село Ранченци, тогава в Османската империя, в 1897 година. След Първата световна война се включва в съпротивата срещу сръбския режим във Вардарска Македония. След убийството на генерал Александър Протогеров в 1928 година е на страната на Иван Михайлов. В 1930 година заедно с Владо Черноземски убива протогеровиста Наум Томалевски. При избухналата престрелка е ранен, заловен и умира от раните си на следния ден.